# O-klassen
O-klassen er en af Søværnets skibsklasser der beskæftiger sig med søopmåling på lavt vand. Søopmålingen har til formål at måle vanddybden i forbindelse med udarbejdelse og opdateringer af søkort.
| Pnt. | Navn | Kølen lagt | Søsat | Indgået | Navngivet af | Skæbne   | Kaldesignal |
| ---- | ---- | ---------- | ----- | ------- | ------------ | -------- | ----------- |
| O-1  | -    | -          | 1999  | 1999    | -            | Operativ | -           |
| O-2  | -    | -          | 1998  | 1999    | -            | Operativ | -           |